# 諾布爾縣 (俄亥俄州)
諾布爾县（英語：Noble County）是美國俄亥俄州東南部的一個縣。面積1,048平方公里。根據美國2000年人口普查，共有人口14,058人。縣治考德威爾（Caldwell）。
成立於1851年3月11日，是該州最後成立的縣。縣名紀念早期的殖民者James Noble和Warren P. Noble。